# Christophe Lepoint
Christophe Lepoint (ur. 24 października 1984 w Brukseli) – belgijski piłkarz występujący na pozycji pomocnika. Od 2021 jest zawodnikiem klubu Royal Excel Mouscron.

## Kariera klubowa
Lepoint zawodową karierę rozpoczynał w sezonie 2003/2004 w niemieckim klubie TSV 1860 Monachium. W Bundeslidze zadebiutował 15 maja 2004 w zremisowanym 1:1 meczu z Herthą Berlin. W sezonie 2003/2004 spadł z zespołem do 2. Bundesligi.
W styczniu 2005 roku Leopint odszedł do holenderskiego Willem II Tilburg. W Eredivisie pierwszy mecz zaliczył 13 lutego 2005 przeciwko Feyenoordowi (0:7). Przez pół roku w barwach Willem II rozegrał 10 ligowych spotkań. W czerwcu 2005, po wygaśnięciu kontraktu z klubem, Lepoint opuścił zespół.
W styczniu 2006 roku trafił do tureckiego Gençlerbirliği. W Süper Lig zadebiutował 12 lutego 2006 w wygranym 3:2 pojedynku z Kayserisporem. Latem 2006 przeniósł się do belgijskiego AFC Tubize z drugiej ligi. W 2008 roku awansował z klubem do ekstraklasy. Wówczas został graczem innego pierwszoligowego zespołu - Excelsioru Mouscron. W pierwszej lidze belgijskiej pierwszy występ zanotował 16 sierpnia 2008 przeciwko AFC Tubize (2:1). 18 października 2008 w wygranym 2:0 spotkaniu z KSV Roeselare zdobył pierwszą bramkę w trakcie gry w ekstraklasie.
W 2009 roku podpisał kontrakt z KAA Gent, również występującym w ekstraklasie. W 2010 roku wywalczył z nim wicemistrzostwo Belgii. W 2012 roku został wypożyczony do Waasland-Beveren. W 2015 trafił na wypożyczenie do Charltonu Athletic, a latem 2015 został zawodnikiem SV Zulte Waregem. W 2017 przeszedł do KV Kortrijk.

## Kariera reprezentacyjna
W reprezentacji Belgii Lepoint zadebiutował 19 maja 2010 w wygranym 2:1 towarzyskim meczu z Bułgarią. W tamtym spotkaniu strzelił także gola.